# Гніздичів (станція)
Гнізди́чів — проміжна залізнична станція Львівської дирекції Львівської залізниці на електрифікованій лінії Стрий — Ходорів між станціями Жидачів (7 км) та Ходовичі (10,5 км). Розташована в однойменному селищі Стрийського району Львівської області.

## Історія
Станція Гніздичів відкрита 1899 року під час прокладання залізниці Стрий — Ходорів.

## Пасажирське сполучення
На станції Гніздичів щоденно зупиняються приміські поїзди сполученням Стрий — Ходорів.